# Google Cloud Platform
Google Cloud Platform é uma suíte de computação em nuvem com ferramentas de gerenciamento modulares criada pelo Google em 2008, que usa a mesma infraestrutura que a empresa usa para seus produtos dirigidos aos usuários, como o Buscador Google e o Youtube.
A suíte possui uma série de serviços, incluindo: criação de máquinas virtuais, armazenamento de dados, análise de dados de stream e, aprendizagem de máquina, banco de dados relacional, implantação de aplicativos escalonáveis.
Em 2021, era o terceiro maior provedor de computação em nuvem do mundo, atrás apenas da AWS (da Amazon) e Azure (da Microsoft).